# Будинок уряду (Кишинів)

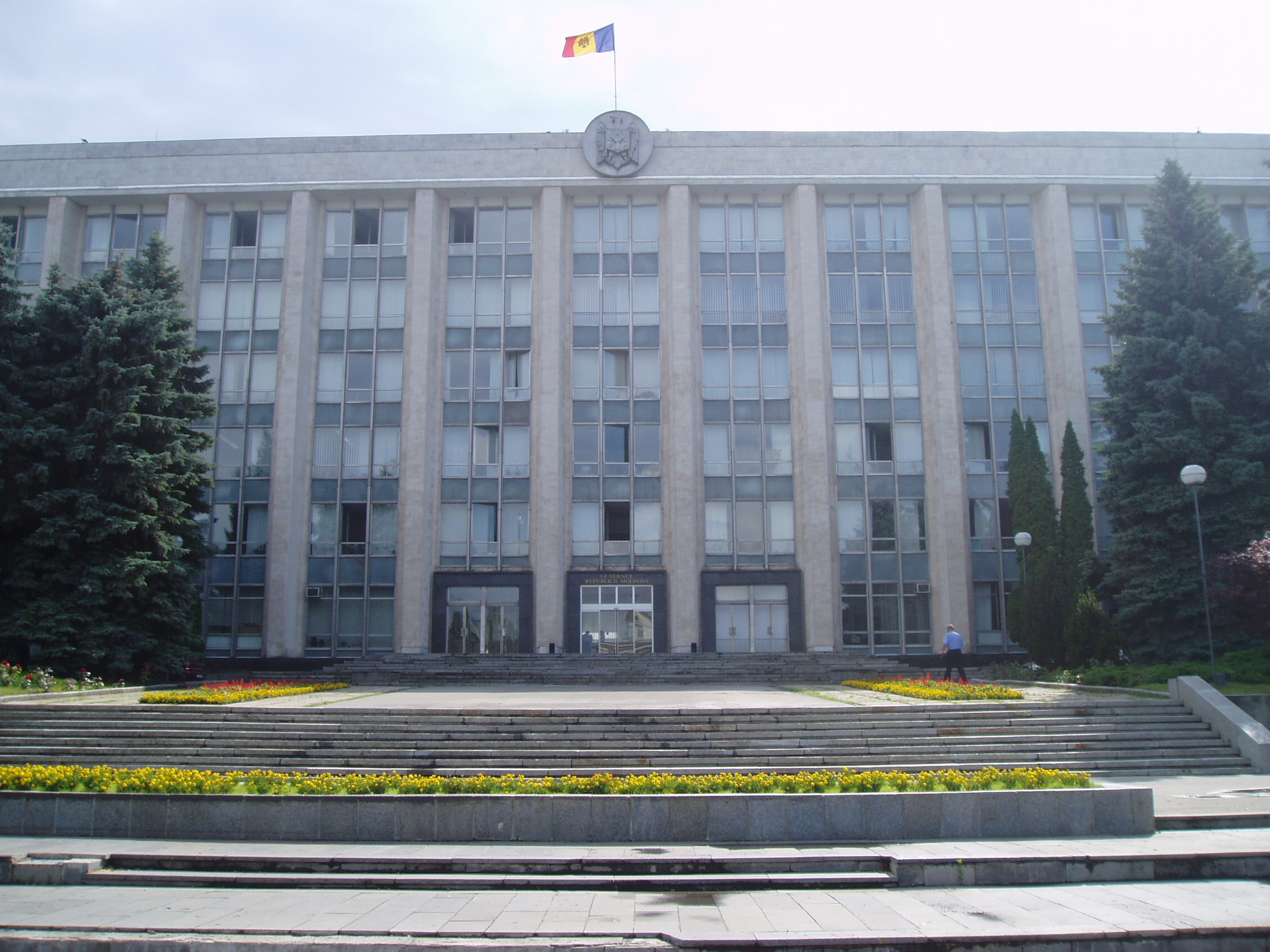
Будинок уряду Республіки Молдова

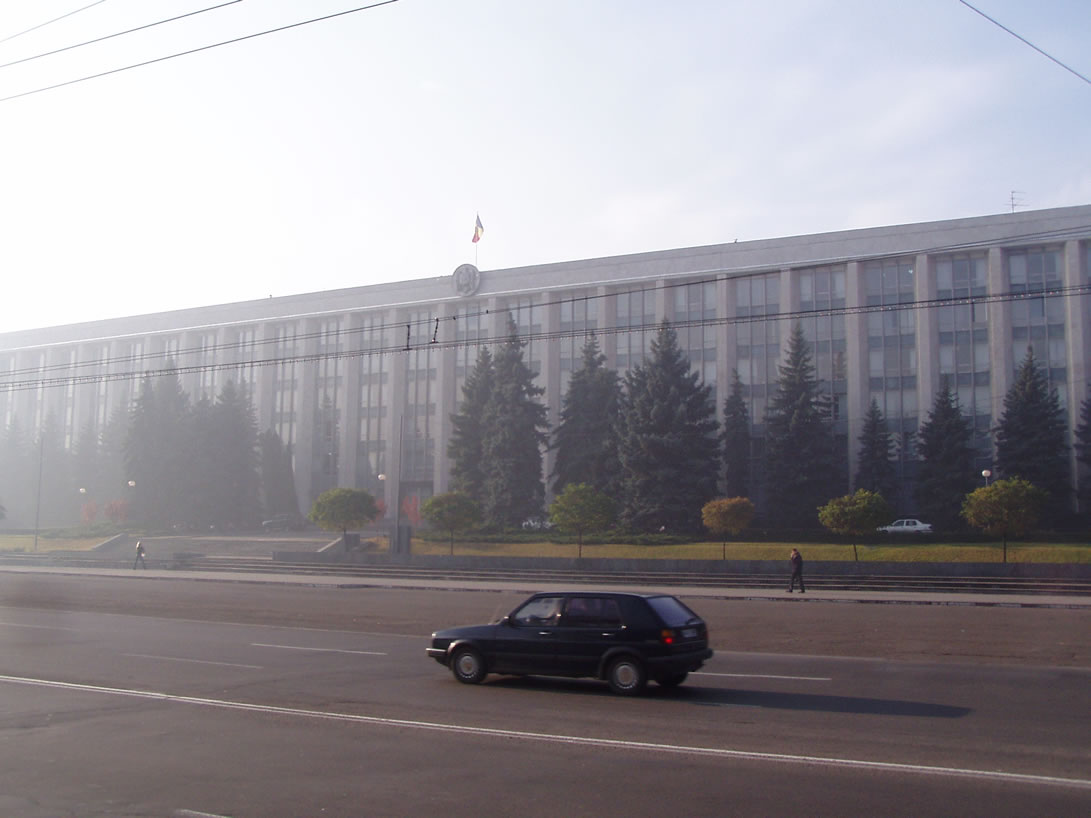
Будинок уряду Республіки Молдова

Будинок уряду в Кишиневі (рум. Casa Guvernului din Chișinău) — адміністративна будівля, розташована на проспекті Штефана чел Маре в муніципії Кишинів, столиці Республіки Молдова. Нині тут розташована штаб-квартира Уряду Республіки Молдова.

## Історія
Будинок уряду Республіки Молдова зведено 1964 року за проєктом архітектора С. Фрідліна на площі Перемоги в Кишиневі (вздовж проспекту Штефана чел Маре) на місці, де раніше були розташовані штаб-квартира колишньої метрополії та Будинок періодичного видання в Бессарабії.
Будівля являє собою 6-поверхову залізобетонну конструкцію, облицьовану білим каменем, у плані має форму літери П. Витримана в сучасній архітектурній стилістиці, виразність архітектурного вигляду підкреслено чітким метричним порядком вертикальних пілонів та панорамних вікон.
На фасадах споруди вертикальний рух пілонів зупинено потужним карнизом, що спирається на них на рівні останнього поверху, в центрі якого, на осі симетрії будівлі (над центральним входом) розташовано герб Республіки Молдова. Цоколь і наличники входів у будівлю облицьовано чорним гранітом, що контрастує за кольором зі світлим кам'яним облицюванням пілонів. Над головним входом до будівлі розташовано напис «Уряд Республіки Молдова».
Будівля ніколи не реставрувалася, проводився лише поточний ремонт, а нині її стан вважають задовільним. Будівля має національне значення.